# Тибор Плајс
Тибор Плајс (Бергиш Гладбах, 2. новембар 1989) немачки је кошаркаш. Игра на позицији центра, а тренутно наступа за Панатинаикос.

## Биографија
Играо је у млађим категоријама Келн најнтинајнерса (тада под називом РајнЕнерги Келн), а за њихов сениорски тим дебитовао је у сезони 2006/07. У клубу из Келна се задржао до краја сезоне 2008/09, а са њима је освојио Куп Немачке 2007. године. Наредне три сезоне провео је у екипи Брозе Баскетс из Бамберга која је у том периоду доминирала немачком кошарком, тако да је на списак освојених трофеја додао и по три национална првенства и купа. Од лета 2012. је играо у Шпанији — прве две сезоне провео је у клубу Саски Басконија, а сезону 2014/15. провео је у Барселони. У јулу 2015. одлази у НБА и потписује за екипу Јута џеза. Са њима проводи једну сезону у којој је одиграо 12 утакмица, а такође је играо и на позајмици у НБА развојној лиги за екипу Ајдахо стампида. У септембру 2016. договорио је једногодишњу сарадњу са Галатасарајем. У сезони 2017/18. био је играч Валенсије са којом је освојио Суперкуп Шпаније. Дана 1. августа 2018. године потписао је за Анадолу Ефес. У екипи Ефеса је провео наредних шест сезона и учествовао је у освајању две Евролиге  (2021. и 2022).
Наступао је за репрезентацију Немачке на Европским првенствима 2009, 2011, 2013. и 2015. године, као и на Светском првенству 2010. године.

## Успеси

### Клупски
- Келн најнтинајнерси:
  - Куп Немачке (1): 2007.

- Брозе Баскетс Бамберг:
  - Првенство Немачке (3): 2009/10, 2010/11, 2011/12.
  - Куп Немачке (3): 2010, 2011, 2012.

- Валенсија:
  - Суперкуп Шпаније (1): 2017.

- Анадолу Ефес:
  - Евролига (2): 2020/21, 2021/22.
  - Првенство Турске (3): 2018/19, 2020/21, 2022/23.
  - Куп Турске (1): 2022.
  - Суперкуп Турске (3): 2018, 2019, 2022.

### Појединачни
- Најкориснији играч финала Купа Турске (1): 2022.